# Jorge Beauchef

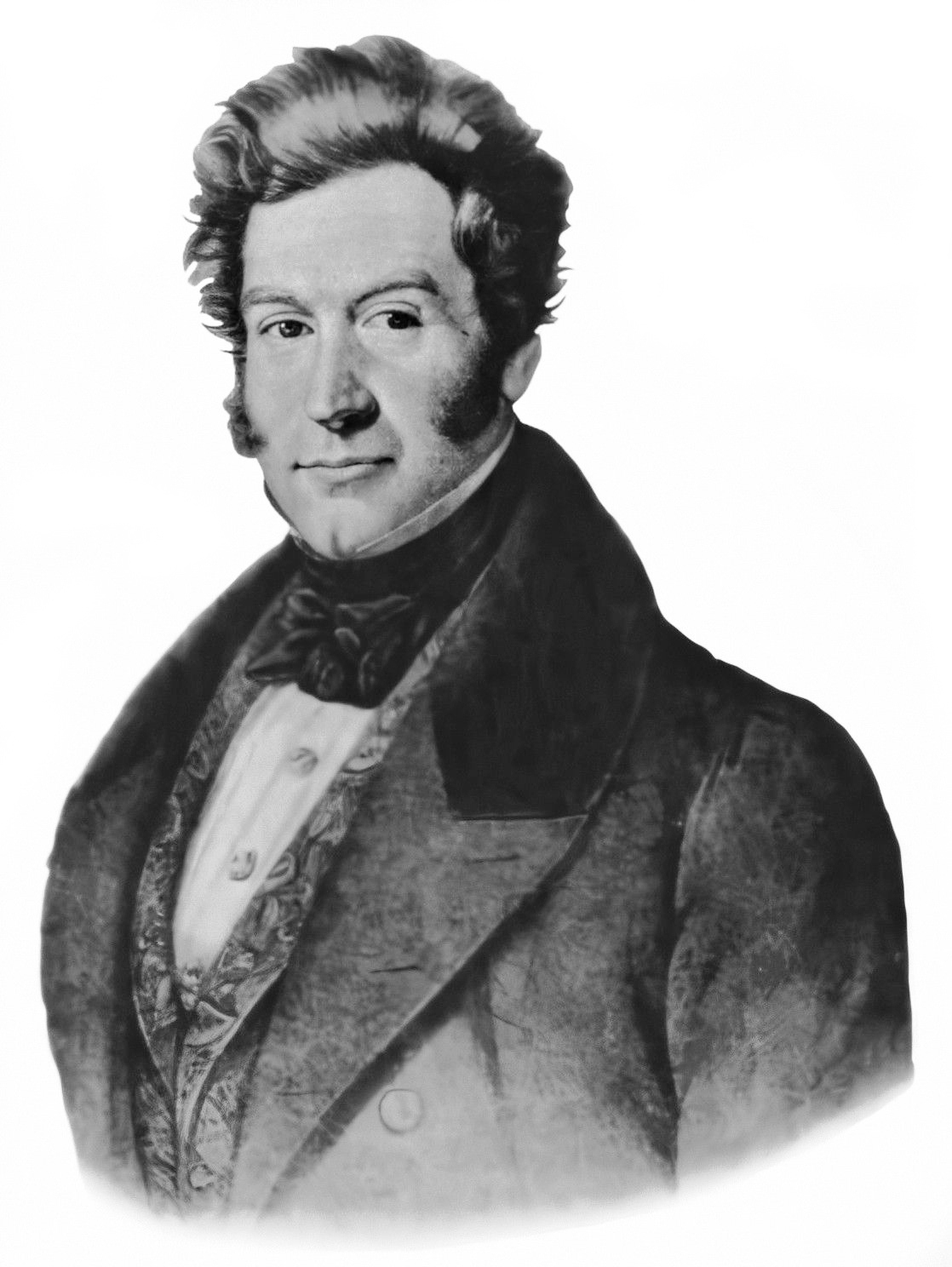
Litografia de Jorge Beauchef

Jorge Beauchef ou Georges Beauchef (Le Puy-en-Velay, França, 1787 — Santiago do Chile, 10 de junho de 1840) foi um militar franco-chileno.

## Biografia
Ingressou na "Grande Armée" aos 18 anos, esteve nas batalhas de Austerlitz, Jena, Marengo e Friedlândia nas guerras napoleônicas, sendo capturado pelos espanhóis em 1808. Fugiu para os Estados Unidos, aonde foi contratado por um enviado das Províncias Unidas do Rio da Prata, vindo a se estabelecer em Buenos Aires disposto a combater os espanhóis na América do Sul.

## Independência do Chile
Beauchef marchou até Mendoza, mas não chegou a tempo de ajudar o Exército dos Andes, motivo pelo qual viajou ao Chile, aonde foi incorporado ao exército e nomeado tenente.
Participou, em 6 de dezembro de 1817, do ataque à fortaleza de Talcahuano como segundo comandante do Regimento de Linha nº 1. Desfrutou das glórias da conquista dos fortes de Valdivia com o plano orquestrado pelo Lorde Thomas Alexander Cochrane e triunfou na batalha de Mocopulli em 1824 durante a campanha da libertação de Chiloé.
Aposentou-se em 1828, assim que terminaram as guerras no Chile, recebendo as devidas honrarias pelos seus serviços. Viajou à França em 1831, aonde permaneceu por dois anos antes de retornar ao Chile.